# Charles IX (roi de France)
Pour les articles homonymes, voir Charles IX.
 (juillet 2018).
Charles IX, né le 27 juin 1550 au château royal de Saint-Germain-en-Laye et mort le 30 mai 1574 au château de Vincennes, est roi de France de 1560 à 1574.
Il est le quatrième roi de la famille des Valois-Angoulême. Fils d'Henri II et de Catherine de Médicis, il succède à son frère François II à l'âge de 10 ans et meurt sans enfant mâle légitime à près de 24 ans.
Sous son règne, le Royaume est déchiré par les guerres de Religion, malgré tous les efforts déployés par sa mère Catherine pour les empêcher. Après plusieurs tentatives de réconciliation, son règne déboucha sur le massacre de la Saint-Barthélemy.

## Naissance et famille
Né Charles-Maximilien de France, il est le cinquième des dix enfants et le troisième fils d'Henri II et de Catherine de Médicis. D'abord titré duc d'Angoulême, il est titré duc d'Orléans (1550 à 1560), après la mort de son frère Louis. Il est baptisé dans la religion catholique et reçoit pour parrains le roi Henri II de Navarre et Maximilien II, empereur du Saint-Empire romain germanique, et pour marraine la duchesse de Ferrare, Renée de France (fille du roi de France Louis XII et d'Anne de Bretagne), sa grand-tante.

## Roi de France

### Accession au trône et troubles religieux

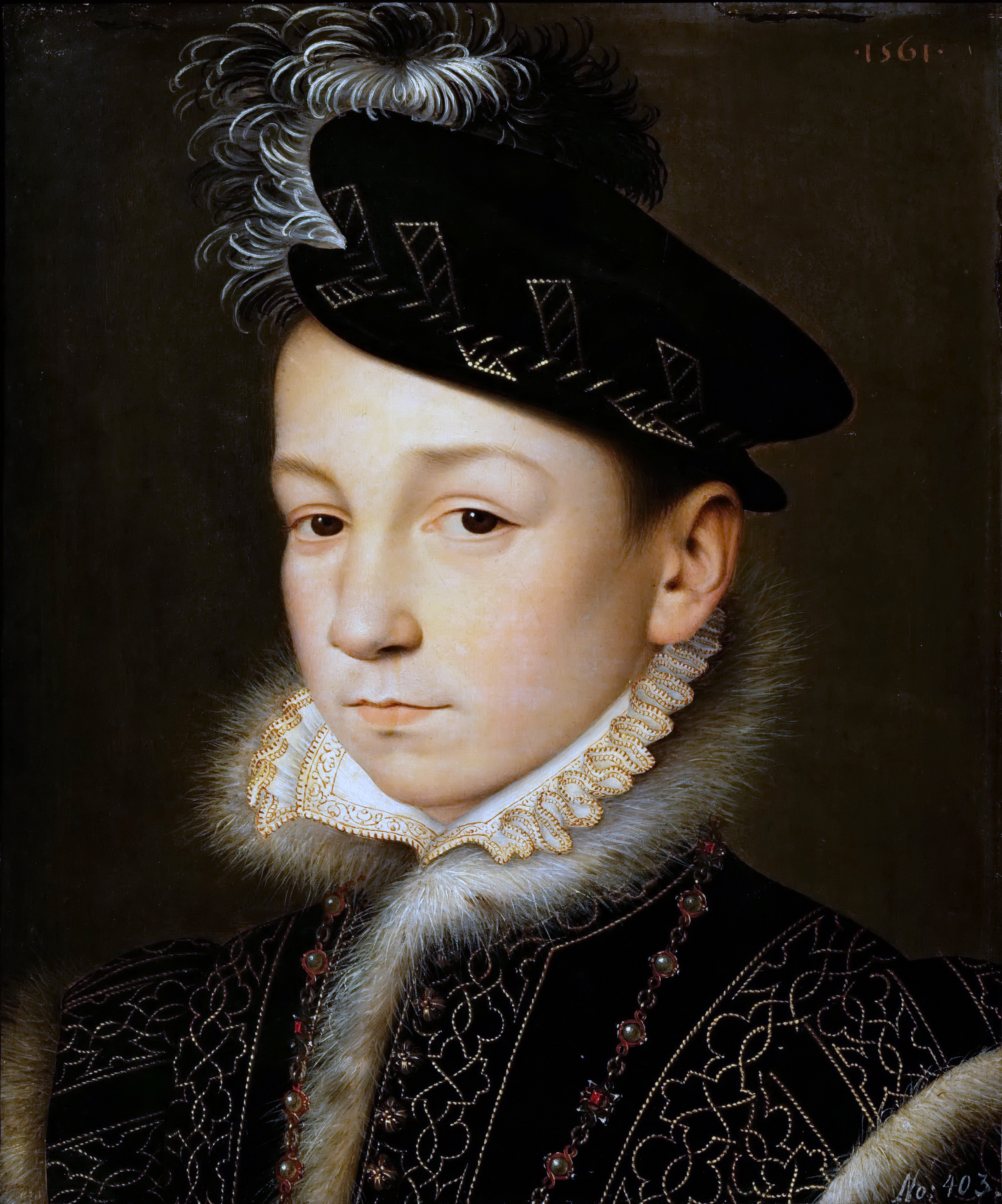
enfant à son avènement

Il accède au trône de France après la mort prématurée de son frère François II. Il est alors âgé de 10 ans. La régence est confiée à sa mère jusqu'à sa majorité. Charles est sacré roi de France dans la cathédrale de Reims le 5 mai 1561. Il préside du 13 décembre 1560 au 31 janvier 1561, les États généraux rassemblés à Orléans. Le premier prince du sang Antoine de Bourbon est nommé lieutenant général du Royaume.
En montant sur le trône, Charles hérite d'un royaume en train de se diviser entre catholiques et protestants. Lors du colloque de Poissy, organisé le 9 septembre 1561, la reine mère espère trouver un chemin d'entente entre le parti catholique représenté par le cardinal de Lorraine et le parti protestant représenté par Théodore de Bèze, mais aucun accord n'est accepté. Les incidents se multiplient en France, entre actes iconoclastes et violences physiques. Le 16 novembre 1561, le massacre de Cahors, qui fait près de trente morts protestants, confirme cet échec. Le 17 janvier 1562, l'édit de Saint-Germain-en-Laye permet aux protestants de pratiquer leur culte dans les campagnes et les faubourgs urbains.
Néanmoins, après le massacre de Wassy le 1er mars 1562, les protestants prennent les armes, avec, à leur tête, le prince de Condé. De nombreuses villes tombent temporairement entre leurs mains. Ils sont battus à Dreux par le duc de Guise le 19 décembre 1562. Tandis que Louis de Condé est fait prisonnier, le chef de l'armée catholique, Montmorency, est capturé par les protestants. Le 4 février 1563, François de Guise met le siège devant Orléans, et y meurt le 24 février de trois coups de pistolet dans le dos. Le 19 mars, avec le traité d'Amboise, une première paix fragile est établie. Le 17 août de la même année, Charles IX est déclaré majeur, mais la reine mère continue d'exercer le pouvoir en son nom.

### La paix d’Amboise

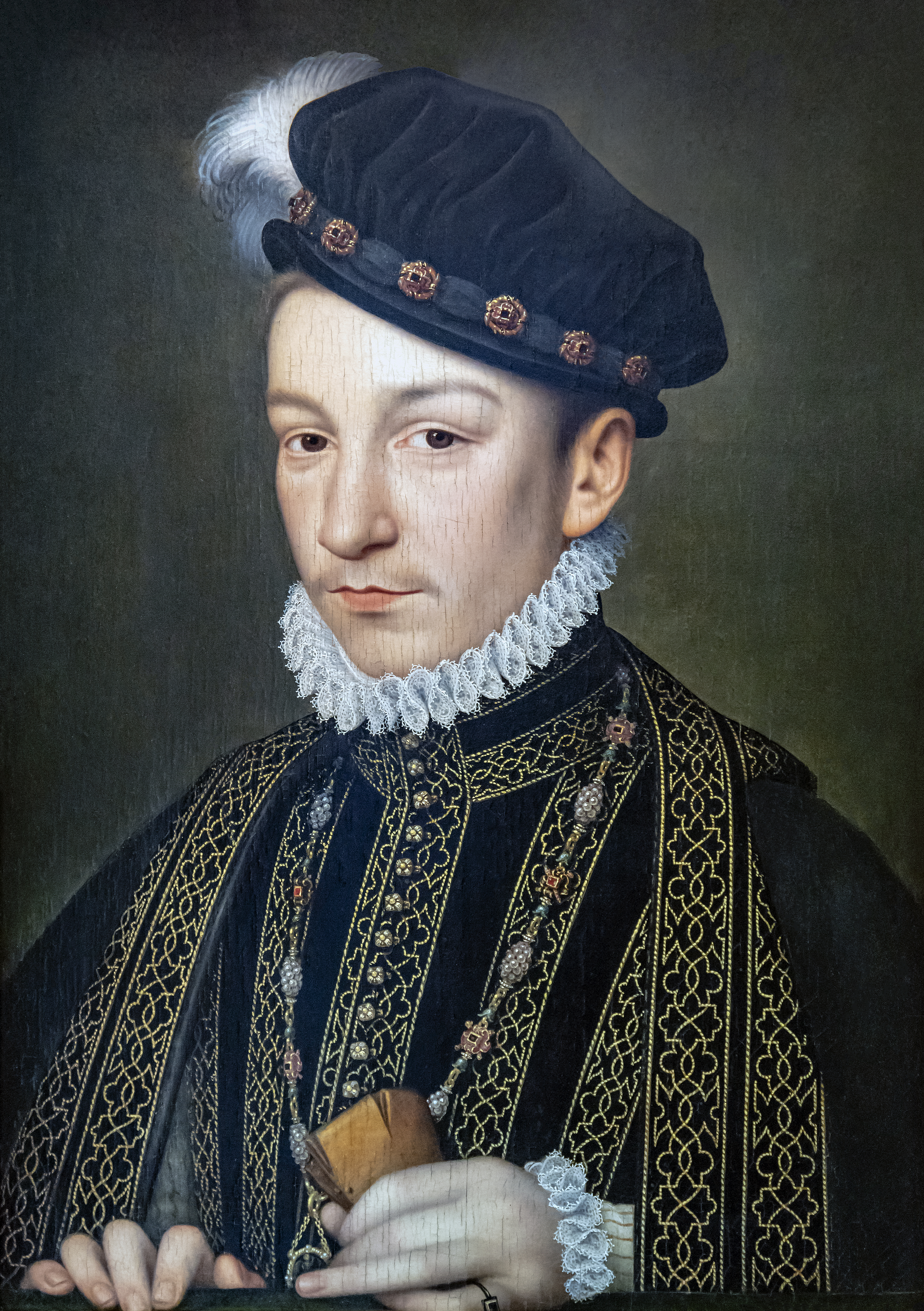
, portrait par François Clouet.

L’édit de pacification d’Amboise ne satisfait personne, et a du mal à être appliqué : il interdit le culte réformé dans les villes, alors que les protestants sont majoritaires dans de nombreuses places importantes, et sont maîtres de plusieurs provinces.
Le 17 août 1563, Catherine de Médicis fait enregistrer l’édit de majorité de Charles IX, qui vient d’avoir 13 ans. Cette décision est fondée sur une interprétation de la limite d’une des lois fondamentales du royaume par  Michel de L'Hospital. Alors que depuis le XIIIe siècle, l’âge de la majorité des rois de France était fixée à 14 ans, le chancelier décide de l’avancer au début de leur 14e année, c’est-à-dire à leurs 13 ans révolus. 
En mars 1564, débute un grand tour de France organisé par la reine mère, pour montrer le roi à ses sujets et faire connaître son royaume au roi. Il permet aussi de pacifier le Royaume. L’itinéraire passe par les villes les plus agitées du Royaume : Sens, Troyes en Champagne.
Le cortège sort de France le 30 avril 1564 pour se rendre à Bar-le-Duc, capitale du duché de Bar, où il séjourne du premier au 9 mai 1564. Là, Charles III, duc de Lorraine, et son épouse Claude, sœur du roi de France, y font baptiser leur fils Henri âgé de 6 mois. Charles IX et Philippe II, roi d'Espagne, tous deux oncles maternels de l'enfant, sont les parrains du jeune prince. Le roi d'Espagne, qui règne également sur les Pays-Bas espagnols, se fait représenter par le comte de Mansfeld, seigneur de Ligny et gouverneur du duché de Luxembourg voisin. Catherine de Médicis, bien que confortée d'avoir réuni son fils Charles avec sa fille préférée Claude, manque son rendez-vous avec sa fille aînée, la reine d'Espagne Élisabeth.
Ensuite, le cortège royal se rend dans le comté de Ligny en Barrois sur les confins lorrains, puis à Dijon le 19 mai 1564, Mâcon, ville stratégique sur la Saône, et la vallée du Rhône : Roussillon, Valence, Montélimar, Avignon dans les États pontificaux.
C'est dans le château Renaissance de Roussillon que Charles IX signe l'édit de Roussillon dont un article instaure le 1er janvier comme le premier jour de l'année dans tout le royaume de France.
Après une halte de trois semaines, le «tour de France» continue vers Salon-de-Provence — où la reine mère retrouve son astrologue Nostradamus — puis Aix-en-Provence, siège du parlement de Provence. La suite royale arrive à Hyères pour la Toussaint 1564, passe ensuite par Toulon et Marseille, où le peuple l’accueille en faisant la fête, et quitte la Provence pacifiée.
Dans le Languedoc, le jeune roi passe à Montpellier, Narbonne, Toulouse. Dans les villes protestantes de Gascogne, il est accueilli respectueusement, sans plus. À Montauban, où l’entrée se fait le 20 mars 1565, il faut négocier le désarmement de la ville, qui avait résisté à trois sièges de Monluc. Toulouse et Bordeaux sont plus tranquilles, étant aux mains des catholiques.
Le grand tour fait une excursion à Bayonne (14 juin 1565) par Mont-de-Marsan ; la reine mère s'y trouve pour deux raisons : revoir la reine d'Espagne, sa fille Élisabeth, épouse du roi Philippe II, et négocier un traité avec l’Espagne, négociation qui échoue.
En juillet 1565, la Gascogne est à nouveau traversée, puis en août et septembre, la vallée de la Charente. Dans ces régions à forte minorité protestante, la paix est extrêmement fragile, et les protestants appliquent non sans réticences l’édit d'Amboise. Cependant, partout, le plus grand loyalisme est témoigné au roi. Les seules anicroches sont à La Rochelle (dernière entrée d'un roi de France avant 1627), où les protestants se montrent mécontents, et à Orléans, où le convoi est accueilli par une émeute.
En 1566, le roi s'arrête enfin à Moulins, où sont décidées plusieurs réformes. Sur la proposition du chancelier Michel de L'Hospital, l'édit de Moulins règle les successions et déclare le domaine royal inaliénable.

### La reprise des hostilités, puis la paix de Saint-Germain

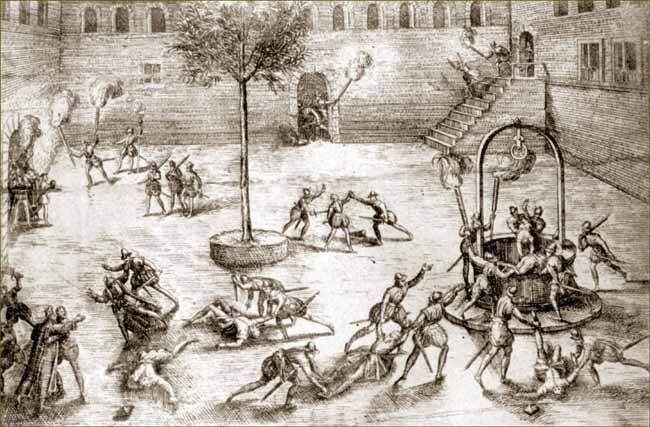
Michelade de Nîmes.

En juin 1566 à Pamiers, malgré la pacification royale, les hostilités reprennent et les protestants assaillent les églises catholiques. La répression catholique est féroce : 700 calvinistes sont massacrés à Foix.
En août 1567, les protestants mettent au point un plan pour enlever le roi et sa mère. Ces derniers se réfugient à Meaux le 24 septembre, ce qui vaut à la conspiration de prendre le nom de « surprise de Meaux ».
À Nîmes puis dans tout le Languedoc, le 29 septembre 1567, jour de la Saint-Michel, est marqué par la Michelade : des notables catholiques sont sauvagement assassinés. À la tête des troupes protestantes, le prince de Condé et Gaspard II de Coligny arrivent aux portes de Paris.
Les protestants sont battus à Saint-Denis par le connétable de Montmorency le 10 novembre 1567, à Jarnac et à Moncontour par le duc d'Anjou. La paix est finalement signée entre Condé et Catherine de Médicis à Longjumeau le 23 mars 1568, confirmée par la paix de Saint-Germain-en-Laye en 1570.
Le 25 septembre 1568, à Saint-Maur, Charles IX promulgue un édit qui exclut de l’Université et des offices de judicature les membres de la religion réformée.

### Mariage
Charles IX se rapproche diplomatiquement de l'Angleterre et du Saint-Empire germanique. Certains verraient bien le roi de France ceindre un jour la couronne impériale. Le 27 novembre 1570, Charles IX épouse à Mézières Élisabeth d'Autriche, fille de Maximilien II (1527-1576), empereur romain germanique, et de Marie d'Autriche (1528-1603), infante d'Espagne. En mars 1571, la reine et le roi font leur entrée à Paris. Les plus grands artistes français ont contribué à l'élaboration du décor et du programme du cortège.

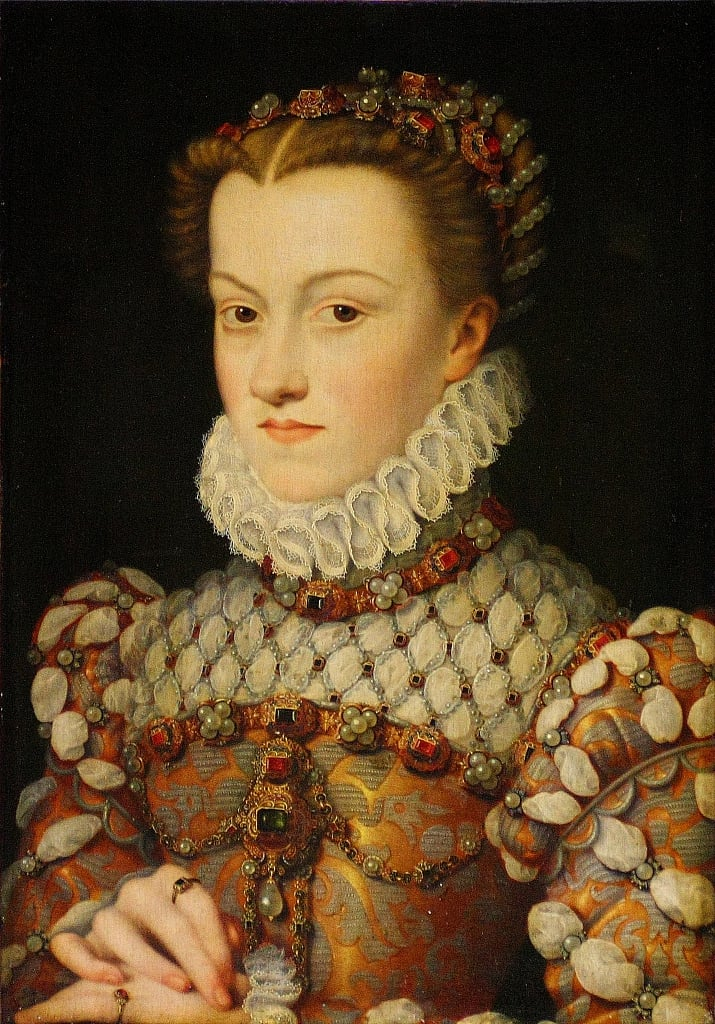
Élisabeth, archiduchesse d'Autriche.

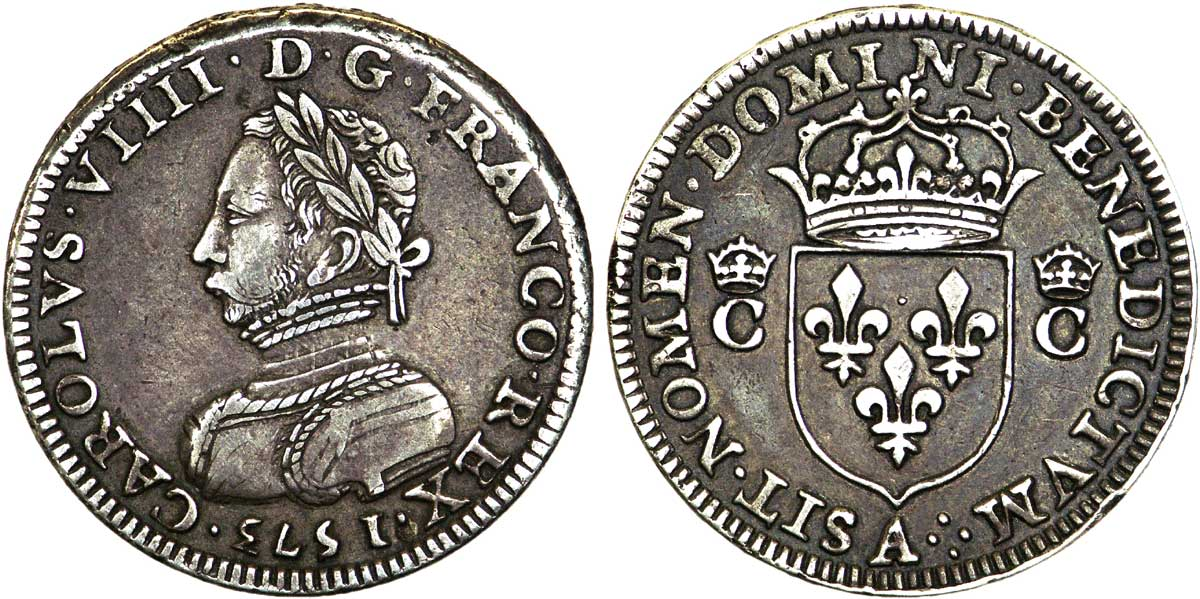
Piéfort de poids quadruple du demi-teston figurant, 1573, Paris.

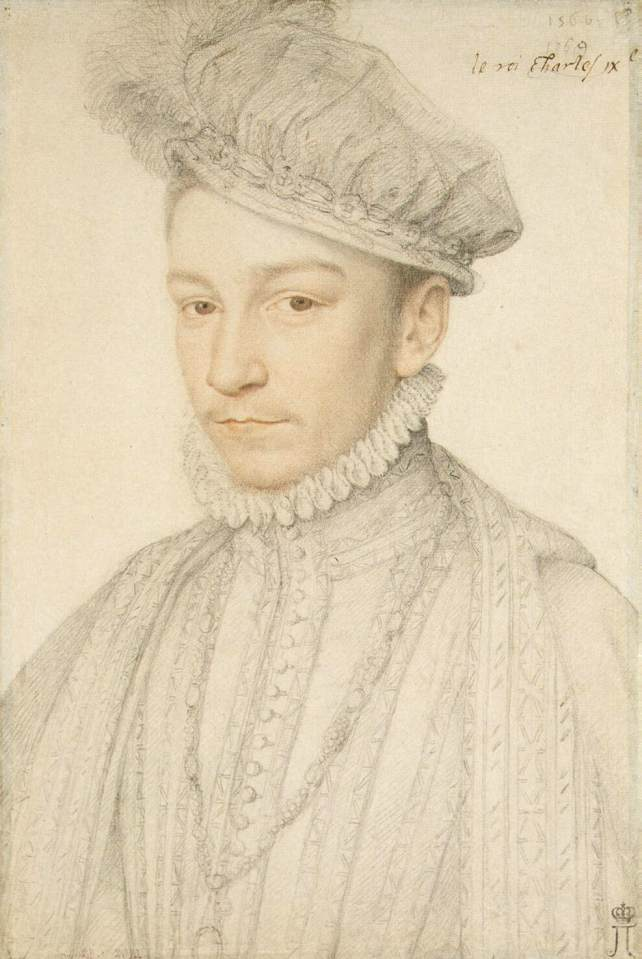
François Clouet. Portrait de Charles IX. Musée de l'Ermitage à Saint-Pétersbourg

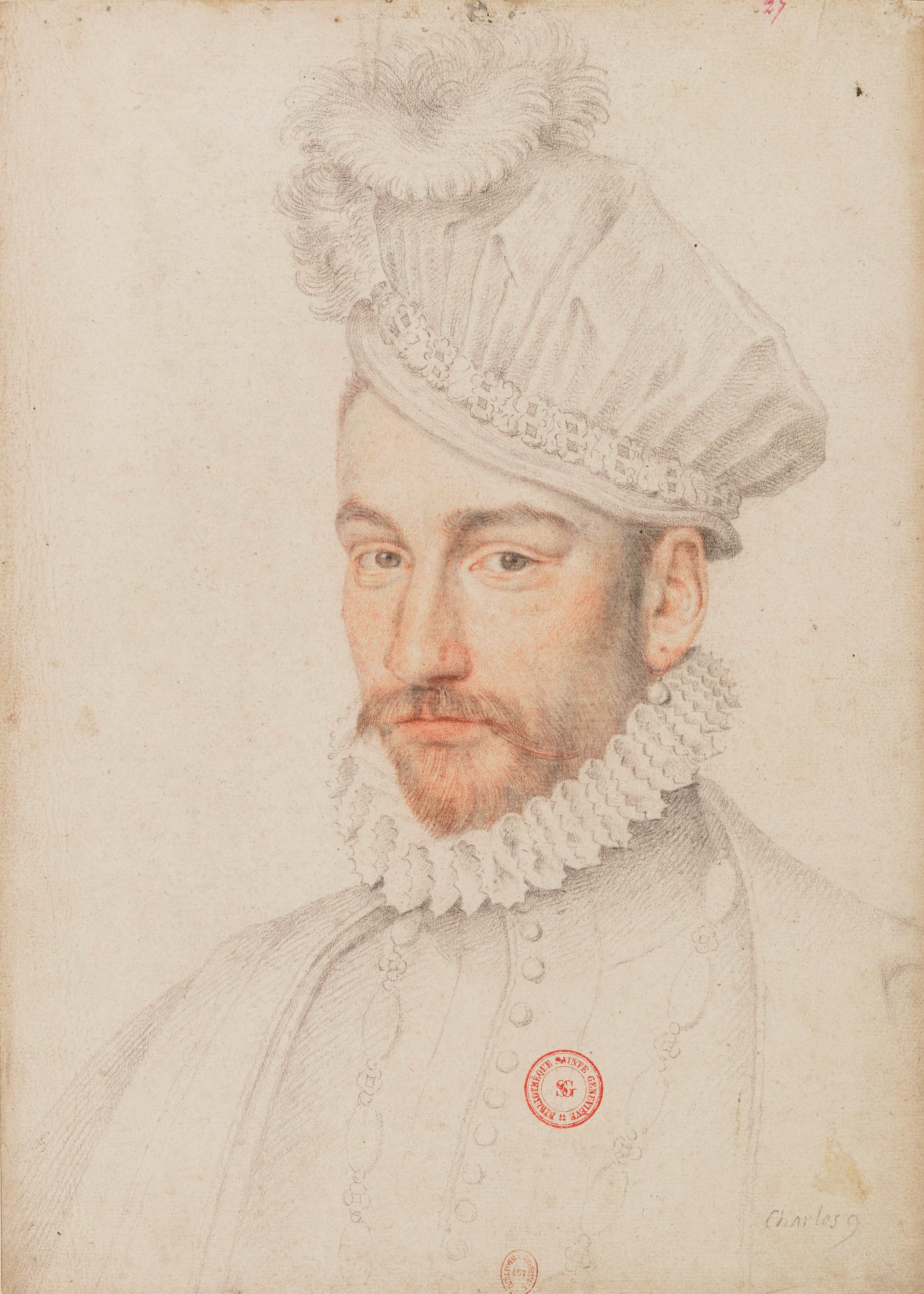
', portrait par François Clouet, 1571, pierre noire et sanguine, 353 × 252 mm, Paris, Bibliothèque nationale de France.

De cette union est issue une fille qui mourra jeune, Marie-Élisabeth de France (1572-1578). Par ailleurs, le roi a entretenu durant huit ans sa favorite, tolérée par Catherine de Médicis, la célèbre Marie Touchet (1549-1638), dame de Belleville, laquelle lui a donné un fils illégitime, Charles de Valois-Angoulême (1573-1650) qui sera titré comte d'Auvergne en 1589, puis duc d'Angoulême en 1619.
Ainsi, Charles IX est le seul parmi les cinq fils d'Henri II et Catherine de Médicis à avoir engendré une descendance.
Tandis que le roi passe son temps à chasser, la reine mère poursuit la réconciliation entre catholiques et protestants. À l'automne 1571, l'amiral Gaspard de Coligny rencontre le roi pendant quelques jours.

### Affaiblissement de la France en Méditerranée
Le 7 octobre 1571 a lieu la bataille de Lépante à laquelle la France n'a pas pris part, si ce n'est par l'envoi de quelques volontaires auprès des vaisseaux de Malte ou de Nice. Les armées françaises étant occupées par leurs propres conflits internes, elles ne protégeaient que difficilement les intérêts nationaux à l'international.
Pire encore, le rivage méditerranéen français est régulièrement soumis aux razzias esclavagistes du Bey d'Alger, Uluç Ali Paça, sans que les troupes royales puissent intervenir efficacement.
La victoire des armes chrétiennes à Lépante avec cette faible participation de la France aura pour conséquence l'éviction de la flotte française de Méditerranée et une perte de confiance des Autrichiens, Florentins, Lombards, Maltais ou Espagnols envers la couronne de France.

### Le massacre de la Saint-Barthélemy
Le mariage de la sœur du roi, Marguerite, avec un jeune prince protestant, le roi de Navarre, futur Henri IV, semble être le gage d'une réconciliation durable ; mais le 22 août 1572, quelques jours après le mariage, a lieu un attentat contre le chef du parti des huguenots, Gaspard II de Coligny. Craignant un soulèvement, Charles IX décide, probablement très influencé par sa mère Catherine de Médicis et ses conseillers, l'élimination des chefs protestants, à l'exception de quelques-uns, parmi lesquels les princes du sang, Henri de Navarre et le prince de Condé.
Cette décision déclenche le massacre de la Saint-Barthélemy (le 24 août 1572), qui fait des milliers de morts, probablement trente mille, à Paris et dans plusieurs grandes villes de France. Déterminé à maintenir l'ordre, le roi ordonne l'arrêt des massacres dès le matin du 24 août 1572, mais ses multiples appels au calme sont très souvent transgressés. Une folie meurtrière s'empare de tout le Royaume.
Ce massacre marque un tournant dans le règne de Charles IX. L'abandon de l'édit de Saint-Germain et les exactions commises par l'entourage royal lui font définitivement perdre la confiance des protestants. Après ces événements, la monarchie entend venir à bout du protestantisme. La guerre reprend et débouche sur le siège de La Rochelle.
À cause de son caractère inattendu et déroutant, le massacre de la Saint-Barthélemy a depuis toujours fait l'objet de débats. Il s'agissait pour les historiens de déterminer la responsabilité du roi. Il a longtemps été cru que le massacre avait été préparé et provoqué par lui-même, mais une responsabilité collective du roi, de ses conseillers, de sa mère et de son frère Henri, duc d'Anjou paraît plus probable.

### Maladie et mort du roi

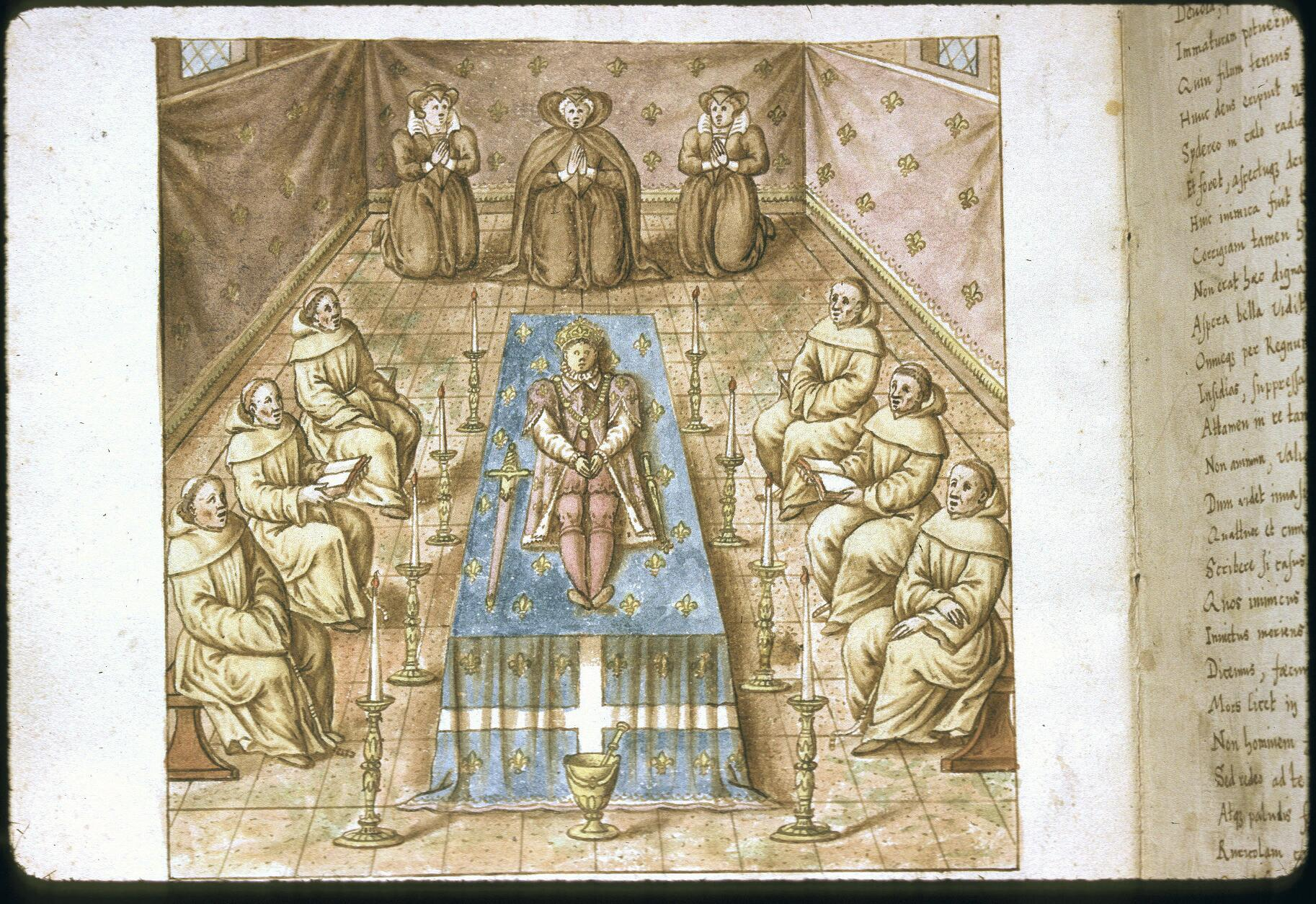
Funérailles de.
Enluminure du manuscrit Carmen de tristibus Galliae, 1577, Bibliothèque municipale de Lyon, ms. 0156,.

La santé physique du roi a toujours été médiocre. Il s'attache le service de médecins, dont François Pidoux. Après ces dramatiques événements, le roi décline peu à peu.
Début 1574, à deux reprises, un complot (la Conjuration des Malcontents) fomenté contre lui et sa mère pour faire monter sur le trône son frère cadet François, duc d'Alençon,  est déjoué par Catherine de Médicis ; ces tumultes finissent d'affaiblir le roi qui se réfugie au château de Vincennes, où il s'alite.
La fièvre ne le quitte plus, sa respiration se fait difficile ; il meurt le dimanche 30 mai 1574, jour de la Pentecôte, vers 3 heures de l'après midi, un mois avant son 24e anniversaire après 13 ans de règne. Dès le lendemain, à la suite de rumeurs d'empoisonnement, Ambroise Paré procède à une autopsie et confirme que le roi est mort d'une pleurésie faisant suite à une pneumonie tuberculeuse.

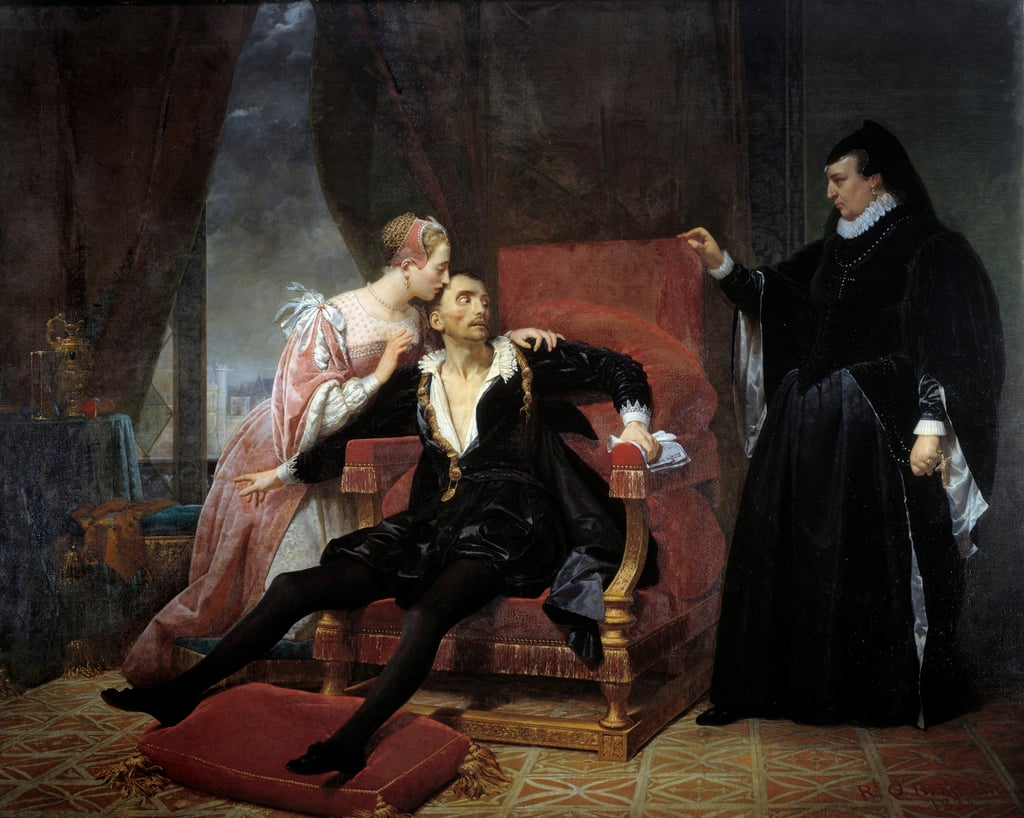
Raymond Quinsac Monvoisin, La Mort de Charles IX, 1834.

À l'annonce de son décès, son frère, le duc d'Anjou, parti pour Cracovie en automne 1573 à la suite de son élection comme roi de Pologne, délaisse la couronne polonaise et rentre en France où il devient Henri III.
Charles IX est inhumé à Saint-Denis. Six ans plus tôt, Catherine de Médicis y avait lancé la construction d'un mausolée pour les Valois.
En 1793, lors de la profanation des tombes de la basilique Saint-Denis, le corps du roi est jeté en fosse commune.
Veuve à 20 ans, la jeune reine, Élisabeth d'Autriche, refusant tout remariage, rentre en Autriche dès 1576 et se retire près d'un couvent de clarisses qu'elle avait fondé. Leur fille, Marie-Élisabeth de France, meurt en 1578, quatre ans après la mort de Charles IX.

## Culture et arts
Ce prince, qui avait reçu les leçons de Jacques Amyot, était instruit et cultivait les lettres : on a de lui de jolis vers et un traité de la Chasse royale, publié pour la première fois en 1625, réimprimé par Henri Chevreul en 1858.
Guillaume-Gabriel Le Breton fit représenter devant lui, en 1569, sa tragédie Adonis.
Une anecdote, souvent reprise mais dont aucune source d'époque ne fait mention, raconte qu'en 1561 Charles IX aurait décidé d'offrir le 1er mai un brin de muguet comme porte-bonheur aux dames de la cour, et demandé que cela soit répété les années suivantes. Cette coutume, dont les origines remontent aux symboliques celte et romaine du retour du printemps, liées à cette fleur, est toutefois d'abord limitée à l'aristocratie et ne se popularise qu'à la fin du XIXe siècle.

### Bâtiments
Dès l'accession au pouvoir de Charles, Catherine de Médicis fit refaire la plus grande partie des peintures de ses appartements à Fontainebleau, en particulier le plafond du cabinet du roi, un plafond à caisson peint par Primatice.

## Anecdotes
En 1596, un fou ou un imposteur nommé François de La Ramée est condamné à mort pour avoir prétendu être le fils de Charles IX.
En 1566, la principauté de Mantoue dans le Perche (composée de Brezolles et Senonches) est créée par Charles IX pour mettre un terme à un litige opposant le duc de Nevers et les seigneurs de Châteauneuf-en-Thymerais. Cette principauté deviendra le marquisat de Senonches, propriété des Broglie.

### Personnalités du règne deCharlesIX(1560-1574)
| La famille : - Catherine de Médicis - Élisabeth de France - Henri, duc d'Anjou - François, duc d'Alençon - Marguerite de France - Claude de France - Diane de France - Renée de France - Élisabeth d'Autriche Les conseillers et serviteurs de l'État : - Michel de L'Hospital - Jean de Morvillier - Paul de Foix - René de Birague - Albert de Gondi - François de Scépeaux - Nicolas de Bauffremont | Les princes de sang : - Antoine de Bourbon - Jeanne, reine de Navarre - Louis, prince de Condé - Louis, duc de Montpensier - Charles, prince de La Roche-sur-Yon - Charles, cardinal de Bourbon - Henri de Navarre Les Grands : - Charles, cardinal de Lorraine - François, duc de Guise - Claude, duc d'Aumale - Jacques, duc de Nemours - Anne, duc de Montmorency - François, duc de Montmorency - Odet, cardinal de Châtillon - Gaspard de Coligny - François d'Andelot - Claude de Savoie, comte de Tende | Les hommes des arts et des lettres : - Jacques Amyot - Jacques Cujas - François de Belleforest - Pierre de Ronsard - Antoine Caron - Nicolò dell'Abbate - François Clouet - Germain Pilon - Girolamo della Robbia - Charles Dumoulin Les chefs de guerre : - Blaise de Monluc - Armand de Biron - Gabriel de Montgomery - Jacques de Crussol - François, baron des Adrets Les hommes de science : - Ambroise Paré (chirurgien) - Nicolas de Nicolay (géographe) |

#### Études historiques
- (en) Gianmarco Braghi, « The death of Charles IX Valois : an assassin's or a martyr's blood ? The image of kingship during the French Wars of Religion », French History, Oxford University Press, vol. 28, no 3,‎ septembre 2014, p. 303-321 (DOI 10.1093/fh/cru049).
- Pierre Champion, Charles IX, la France et le contrôle de l'Espagne, t. I : Avant la Saint-Barthélemy, Paris, Bernard Grasset, 1939, 426 p.
- Pierre Champion, Charles IX, la France et le contrôle de l'Espagne, t. II : Après la Saint-Barthélemy, Paris, Bernard Grasset, 1939, 430 p.
- Denis Crouzet, « Charles IX ou le roi sanglant malgré lui ? », Bulletin de la Société de l'histoire du protestantisme français, vol. 141,‎ juillet-août-septembre 1995, p. 323-339 (JSTOR 24298137).
- Arlette Jouanna, Jacqueline Boucher, Dominique Biloghi et Guy Le Thiec, Histoire et dictionnaire des guerres de religion, Paris, Robert Laffont, coll. « Bouquins », 1998, 1526 p. (ISBN 2-221-07425-4, présentation en ligne).
- Jean-François Labourdette, Charles IX et la puissance espagnole : diplomatie et guerres civiles, 1563-1574, Paris, Honoré Champion, coll. « Bibliothèque d'histoire moderne et contemporaine » (no 43), 2013, 720 p. (ISBN 978-2-7453-2445-0, présentation en ligne).
- Lucien Romier, Catholiques et huguenots à la cour de Charles IX. Les États généraux d'Orléans. Le colloque de Poissy. Le « Concordat » avec les protestants. Le massacre de Vassy (1560-1562), Paris, Librairie académique Perrin et Cie, 1924, 359 p. (présentation en ligne), [présentation en ligne], [présentation en ligne].
- Michel Simonin, Charles IX, Paris, Fayard, 1995, 510 p. (ISBN 2-213-59401-5).

##### Le tour de France de 1564-1566
- Jean Boutier, Alain Dewerpe et Daniel Nordman, Un Tour de France royal : le voyage de Charles IX (1564-1566), Paris, Aubier, coll. « Collection historique », 1984, 409 p. (ISBN 2-7007-0375-8, présentation en ligne)L'étude présente des analyses croisées sur les plans géographique, politique, rituel et sociologique.
- Pierre Champion, Catherine de Médicis présente à Charles IX son royaume, 1564-1566, Paris, Bernard Grasset, 1937, 491 p.L'ouvrage porte essentiellement sur les aspects diplomatiques et politiques.
- (en) Victor E. Graham (éd.) et W. McAllister Johnson (éd.), The royal tour of France by Charles IX and Catherine de Medici : festivals and entries, 1564-6, Toronto, University of Toronto Press, 1979, X-472 p. (ISBN 0-8020-5406-4, présentation en ligne), [présentation en ligne].

#### Littérature
- Chronique du règne de Charles IX, roman de Prosper Mérimée, 1829.
- La Reine Margot, roman d'Alexandre Dumas, 1845.
- Charly 9, roman de Jean Teulé (2011). Adaptation en bande dessinée par Richard Guérineau, 2013.

### Filmographie
- 1914 : La Reine Margot d’Henri Desfontaines qui incarne Charles IX.
- 1916 : Intolérance de D. W. Griffith avec Frank Bennett.
- 1923 : Cendres de vengeance de Frank Lloyd avec André de Béranger.
- 1924 : Henry, King of Navarre de Maurice Elvey avec Humberston Wright.
- 1928 : Le Tournoi dans la cité de Jean Renoir avec Gérard Mock.
- 1954 : La Reine Margot de Jean Dréville avec Robert Porte.
- 1961 : La Reine Margot de René Lucot avec Robert Porte.
- 1968 : Nostradamus ou le prophète en son pays de Pierre Badel, épisode de Le Tribunal de l'impossible avec Gérard Rouzier.
- 1978 : Le Tumulte d'Amboise de Serge Friedman, épisode de Les grandes conjurations avec Loïc Baugin.
- 1979 : Le Roi qui vient du sud de Marcel Camus avec Gérard Berner.
- 1981 : Los Pardaillan de mevision Producciones avec Oscar Bonfiglio.
- 1988 : Le Chevalier de Pardaillan de Josée Dayan avec Hugues Quester.
- 1989 : Catherine de Médicis d’Yves-André Hubert avec Vincent Gauthier.
- 1994 : La Reine Margot de Patrice Chéreau avec Jean-Hugues Anglade.
- 1996 : La Reine Margot d’Aleksandr Muratov avec Mikhail Efremov.
- 2001 : La Reine Margot de Stephen Shank et Vitold Grand-Henry avec Pascal Racan.
- 2003 : Saint-Germain ou la négociation de Gérard Corbiau avec Adrien de Van.
- 2010 : Henri 4 de Jo Baier avec Ulrich Noethen.
- 2013 : Reign de Laurie McCarthy et Stephanie Sengupta avec Peter DaCunha.
- 2017 : La Guerre des trônes, la véritable histoire de l'Europe avec Axel Ducret.